# 1522
Portal Geschichte | Portal Biografien | Aktuelle Ereignisse | Jahreskalender | Tagesartikel

◄ |
15. Jahrhundert |
16. Jahrhundert
| 17. Jahrhundert | ►

◄ |
1490er |
1500er |
1510er |
1520er
| 1530er | 1540er | 1550er | ►

◄◄ |
◄ |
1518 |
1519 |
1520 |
1521 |
1522
| 1523 | 1524 | 1525 | 1526 | ► | ►►
Staatsoberhäupter  · Nekrolog · Kunstjahr · Literaturjahr · Musikjahr   · Wissenschaftsjahr
| Januar | Januar | Januar | Januar | Januar | Januar | Januar | Januar |
| Kw     | Mo     | Di     | Mi     | Do     | Fr     | Sa     | So     |
| 1      |        |        | 1      | 2      | 3      | 4      | 5      |
| 2      | 6      | 7      | 8      | 9      | 10     | 11     | 12     |
| 3      | 13     | 14     | 15     | 16     | 17     | 18     | 19     |
| 4      | 20     | 21     | 22     | 23     | 24     | 25     | 26     |
| 5      | 27     | 28     | 29     | 30     | 31     |        |        |
| ------ | ------ | ------ | ------ | ------ | ------ | ------ | ------ |

| Februar | Februar | Februar | Februar | Februar | Februar | Februar | Februar |
| Kw      | Mo      | Di      | Mi      | Do      | Fr      | Sa      | So      |
| 5       |         |         |         |         |         | 1       | 2       |
| 6       | 3       | 4       | 5       | 6       | 7       | 8       | 9       |
| 7       | 10      | 11      | 12      | 13      | 14      | 15      | 16      |
| 8       | 17      | 18      | 19      | 20      | 21      | 22      | 23      |
| 9       | 24      | 25      | 26      | 27      | 28      |         |         |
| ------- | ------- | ------- | ------- | ------- | ------- | ------- | ------- |

| März | März | März | März | März | März | März | März |
| Kw   | Mo   | Di   | Mi   | Do   | Fr   | Sa   | So   |
| 9    |      |      |      |      |      | 1    | 2    |
| 10   | 3    | 4    | 5    | 6    | 7    | 8    | 9    |
| 11   | 10   | 11   | 12   | 13   | 14   | 15   | 16   |
| 12   | 17   | 18   | 19   | 20   | 21   | 22   | 23   |
| 13   | 24   | 25   | 26   | 27   | 28   | 29   | 30   |
| 14   | 31   |      |      |      |      |      |      |
| ---- | ---- | ---- | ---- | ---- | ---- | ---- | ---- |

| April | April | April | April | April | April | April | April |
| Kw    | Mo    | Di    | Mi    | Do    | Fr    | Sa    | So    |
| 14    |       | 1     | 2     | 3     | 4     | 5     | 6     |
| 15    | 7     | 8     | 9     | 10    | 11    | 12    | 13    |
| 16    | 14    | 15    | 16    | 17    | 18    | 19    | 20    |
| 17    | 21    | 22    | 23    | 24    | 25    | 26    | 27    |
| 18    | 28    | 29    | 30    |       |       |       |       |
| ----- | ----- | ----- | ----- | ----- | ----- | ----- | ----- |

| Mai | Mai | Mai | Mai | Mai | Mai | Mai | Mai |
| Kw  | Mo  | Di  | Mi  | Do  | Fr  | Sa  | So  |
| 18  |     |     |     | 1   | 2   | 3   | 4   |
| 19  | 5   | 6   | 7   | 8   | 9   | 10  | 11  |
| 20  | 12  | 13  | 14  | 15  | 16  | 17  | 18  |
| 21  | 19  | 20  | 21  | 22  | 23  | 24  | 25  |
| 22  | 26  | 27  | 28  | 29  | 30  | 31  |     |
| --- | --- | --- | --- | --- | --- | --- | --- |

| Juni | Juni | Juni | Juni | Juni | Juni | Juni | Juni |
| Kw   | Mo   | Di   | Mi   | Do   | Fr   | Sa   | So   |
| 22   |      |      |      |      |      |      | 1    |
| 23   | 2    | 3    | 4    | 5    | 6    | 7    | 8    |
| 24   | 9    | 10   | 11   | 12   | 13   | 14   | 15   |
| 25   | 16   | 17   | 18   | 19   | 20   | 21   | 22   |
| 26   | 23   | 24   | 25   | 26   | 27   | 28   | 29   |
| 27   | 30   |      |      |      |      |      |      |
| ---- | ---- | ---- | ---- | ---- | ---- | ---- | ---- |

| Juli | Juli | Juli | Juli | Juli | Juli | Juli | Juli |
| Kw   | Mo   | Di   | Mi   | Do   | Fr   | Sa   | So   |
| 27   |      | 1    | 2    | 3    | 4    | 5    | 6    |
| 28   | 7    | 8    | 9    | 10   | 11   | 12   | 13   |
| 29   | 14   | 15   | 16   | 17   | 18   | 19   | 20   |
| 30   | 21   | 22   | 23   | 24   | 25   | 26   | 27   |
| 31   | 28   | 29   | 30   | 31   |      |      |      |
| ---- | ---- | ---- | ---- | ---- | ---- | ---- | ---- |

| August | August | August | August | August | August | August | August |
| Kw     | Mo     | Di     | Mi     | Do     | Fr     | Sa     | So     |
| 31     |        |        |        |        | 1      | 2      | 3      |
| 32     | 4      | 5      | 6      | 7      | 8      | 9      | 10     |
| 33     | 11     | 12     | 13     | 14     | 15     | 16     | 17     |
| 34     | 18     | 19     | 20     | 21     | 22     | 23     | 24     |
| 35     | 25     | 26     | 27     | 28     | 29     | 30     | 31     |
| ------ | ------ | ------ | ------ | ------ | ------ | ------ | ------ |

| September | September | September | September | September | September | September | September |
| Kw        | Mo        | Di        | Mi        | Do        | Fr        | Sa        | So        |
| 36        | 1         | 2         | 3         | 4         | 5         | 6         | 7         |
| 37        | 8         | 9         | 10        | 11        | 12        | 13        | 14        |
| 38        | 15        | 16        | 17        | 18        | 19        | 20        | 21        |
| 39        | 22        | 23        | 24        | 25        | 26        | 27        | 28        |
| 40        | 29        | 30        |           |           |           |           |           |
| --------- | --------- | --------- | --------- | --------- | --------- | --------- | --------- |

| Oktober | Oktober | Oktober | Oktober | Oktober | Oktober | Oktober | Oktober |
| Kw      | Mo      | Di      | Mi      | Do      | Fr      | Sa      | So      |
| 40      |         |         | 1       | 2       | 3       | 4       | 5       |
| 41      | 6       | 7       | 8       | 9       | 10      | 11      | 12      |
| 42      | 13      | 14      | 15      | 16      | 17      | 18      | 19      |
| 43      | 20      | 21      | 22      | 23      | 24      | 25      | 26      |
| 44      | 27      | 28      | 29      | 30      | 31      |         |         |
| ------- | ------- | ------- | ------- | ------- | ------- | ------- | ------- |

| November | November | November | November | November | November | November | November |
| Kw       | Mo       | Di       | Mi       | Do       | Fr       | Sa       | So       |
| 44       |          |          |          |          |          | 1        | 2        |
| 45       | 3        | 4        | 5        | 6        | 7        | 8        | 9        |
| 46       | 10       | 11       | 12       | 13       | 14       | 15       | 16       |
| 47       | 17       | 18       | 19       | 20       | 21       | 22       | 23       |
| 48       | 24       | 25       | 26       | 27       | 28       | 29       | 30       |
| -------- | -------- | -------- | -------- | -------- | -------- | -------- | -------- |

| Dezember | Dezember | Dezember | Dezember | Dezember | Dezember | Dezember | Dezember |
| Kw       | Mo       | Di       | Mi       | Do       | Fr       | Sa       | So       |
| 49       | 1        | 2        | 3        | 4        | 5        | 6        | 7        |
| 50       | 8        | 9        | 10       | 11       | 12       | 13       | 14       |
| 51       | 15       | 16       | 17       | 18       | 19       | 20       | 21       |
| 52       | 22       | 23       | 24       | 25       | 26       | 27       | 28       |
| 1        | 29       | 30       | 31       |          |          |          |          |
| -------- | -------- | -------- | -------- | -------- | -------- | -------- | -------- |

| Januar | Januar | Januar | Januar | Januar | Januar | Januar | Januar |
| Kw     | Mo     | Di     | Mi     | Do     | Fr     | Sa     | So     |
| 1      |        |        | 1      | 2      | 3      | 4      | 5      |
| 2      | 6      | 7      | 8      | 9      | 10     | 11     | 12     |
| 3      | 13     | 14     | 15     | 16     | 17     | 18     | 19     |
| 4      | 20     | 21     | 22     | 23     | 24     | 25     | 26     |
| 5      | 27     | 28     | 29     | 30     | 31     |        |        |
| ------ | ------ | ------ | ------ | ------ | ------ | ------ | ------ |

| Februar | Februar | Februar | Februar | Februar | Februar | Februar | Februar |
| Kw      | Mo      | Di      | Mi      | Do      | Fr      | Sa      | So      |
| 5       |         |         |         |         |         | 1       | 2       |
| 6       | 3       | 4       | 5       | 6       | 7       | 8       | 9       |
| 7       | 10      | 11      | 12      | 13      | 14      | 15      | 16      |
| 8       | 17      | 18      | 19      | 20      | 21      | 22      | 23      |
| 9       | 24      | 25      | 26      | 27      | 28      |         |         |
| ------- | ------- | ------- | ------- | ------- | ------- | ------- | ------- |

| März | März | März | März | März | März | März | März |
| Kw   | Mo   | Di   | Mi   | Do   | Fr   | Sa   | So   |
| 9    |      |      |      |      |      | 1    | 2    |
| 10   | 3    | 4    | 5    | 6    | 7    | 8    | 9    |
| 11   | 10   | 11   | 12   | 13   | 14   | 15   | 16   |
| 12   | 17   | 18   | 19   | 20   | 21   | 22   | 23   |
| 13   | 24   | 25   | 26   | 27   | 28   | 29   | 30   |
| 14   | 31   |      |      |      |      |      |      |
| ---- | ---- | ---- | ---- | ---- | ---- | ---- | ---- |

| April | April | April | April | April | April | April | April |
| Kw    | Mo    | Di    | Mi    | Do    | Fr    | Sa    | So    |
| 14    |       | 1     | 2     | 3     | 4     | 5     | 6     |
| 15    | 7     | 8     | 9     | 10    | 11    | 12    | 13    |
| 16    | 14    | 15    | 16    | 17    | 18    | 19    | 20    |
| 17    | 21    | 22    | 23    | 24    | 25    | 26    | 27    |
| 18    | 28    | 29    | 30    |       |       |       |       |
| ----- | ----- | ----- | ----- | ----- | ----- | ----- | ----- |

| Mai | Mai | Mai | Mai | Mai | Mai | Mai | Mai |
| Kw  | Mo  | Di  | Mi  | Do  | Fr  | Sa  | So  |
| 18  |     |     |     | 1   | 2   | 3   | 4   |
| 19  | 5   | 6   | 7   | 8   | 9   | 10  | 11  |
| 20  | 12  | 13  | 14  | 15  | 16  | 17  | 18  |
| 21  | 19  | 20  | 21  | 22  | 23  | 24  | 25  |
| 22  | 26  | 27  | 28  | 29  | 30  | 31  |     |
| --- | --- | --- | --- | --- | --- | --- | --- |

| Juni | Juni | Juni | Juni | Juni | Juni | Juni | Juni |
| Kw   | Mo   | Di   | Mi   | Do   | Fr   | Sa   | So   |
| 22   |      |      |      |      |      |      | 1    |
| 23   | 2    | 3    | 4    | 5    | 6    | 7    | 8    |
| 24   | 9    | 10   | 11   | 12   | 13   | 14   | 15   |
| 25   | 16   | 17   | 18   | 19   | 20   | 21   | 22   |
| 26   | 23   | 24   | 25   | 26   | 27   | 28   | 29   |
| 27   | 30   |      |      |      |      |      |      |
| ---- | ---- | ---- | ---- | ---- | ---- | ---- | ---- |

| Juli | Juli | Juli | Juli | Juli | Juli | Juli | Juli |
| Kw   | Mo   | Di   | Mi   | Do   | Fr   | Sa   | So   |
| 27   |      | 1    | 2    | 3    | 4    | 5    | 6    |
| 28   | 7    | 8    | 9    | 10   | 11   | 12   | 13   |
| 29   | 14   | 15   | 16   | 17   | 18   | 19   | 20   |
| 30   | 21   | 22   | 23   | 24   | 25   | 26   | 27   |
| 31   | 28   | 29   | 30   | 31   |      |      |      |
| ---- | ---- | ---- | ---- | ---- | ---- | ---- | ---- |

| August | August | August | August | August | August | August | August |
| Kw     | Mo     | Di     | Mi     | Do     | Fr     | Sa     | So     |
| 31     |        |        |        |        | 1      | 2      | 3      |
| 32     | 4      | 5      | 6      | 7      | 8      | 9      | 10     |
| 33     | 11     | 12     | 13     | 14     | 15     | 16     | 17     |
| 34     | 18     | 19     | 20     | 21     | 22     | 23     | 24     |
| 35     | 25     | 26     | 27     | 28     | 29     | 30     | 31     |
| ------ | ------ | ------ | ------ | ------ | ------ | ------ | ------ |

| September | September | September | September | September | September | September | September |
| Kw        | Mo        | Di        | Mi        | Do        | Fr        | Sa        | So        |
| 36        | 1         | 2         | 3         | 4         | 5         | 6         | 7         |
| 37        | 8         | 9         | 10        | 11        | 12        | 13        | 14        |
| 38        | 15        | 16        | 17        | 18        | 19        | 20        | 21        |
| 39        | 22        | 23        | 24        | 25        | 26        | 27        | 28        |
| 40        | 29        | 30        |           |           |           |           |           |
| --------- | --------- | --------- | --------- | --------- | --------- | --------- | --------- |

| Oktober | Oktober | Oktober | Oktober | Oktober | Oktober | Oktober | Oktober |
| Kw      | Mo      | Di      | Mi      | Do      | Fr      | Sa      | So      |
| 40      |         |         | 1       | 2       | 3       | 4       | 5       |
| 41      | 6       | 7       | 8       | 9       | 10      | 11      | 12      |
| 42      | 13      | 14      | 15      | 16      | 17      | 18      | 19      |
| 43      | 20      | 21      | 22      | 23      | 24      | 25      | 26      |
| 44      | 27      | 28      | 29      | 30      | 31      |         |         |
| ------- | ------- | ------- | ------- | ------- | ------- | ------- | ------- |

| November | November | November | November | November | November | November | November |
| Kw       | Mo       | Di       | Mi       | Do       | Fr       | Sa       | So       |
| 44       |          |          |          |          |          | 1        | 2        |
| 45       | 3        | 4        | 5        | 6        | 7        | 8        | 9        |
| 46       | 10       | 11       | 12       | 13       | 14       | 15       | 16       |
| 47       | 17       | 18       | 19       | 20       | 21       | 22       | 23       |
| 48       | 24       | 25       | 26       | 27       | 28       | 29       | 30       |
| -------- | -------- | -------- | -------- | -------- | -------- | -------- | -------- |

| Dezember | Dezember | Dezember | Dezember | Dezember | Dezember | Dezember | Dezember |
| Kw       | Mo       | Di       | Mi       | Do       | Fr       | Sa       | So       |
| 49       | 1        | 2        | 3        | 4        | 5        | 6        | 7        |
| 50       | 8        | 9        | 10       | 11       | 12       | 13       | 14       |
| 51       | 15       | 16       | 17       | 18       | 19       | 20       | 21       |
| 52       | 22       | 23       | 24       | 25       | 26       | 27       | 28       |
| 1        | 29       | 30       | 31       |          |          |          |          |
| -------- | -------- | -------- | -------- | -------- | -------- | -------- | -------- |

Das zentrale Ereignis des Jahres 1522 ist die Belagerung von Rhodos durch das Osmanische Reich unter Sultan Süleyman I., die Ende des Jahres mit der Kapitulation der verteidigenden Johanniter endet.

## Ereignisse

### Politik und Weltgeschehen

#### Belagerung von Rhodos

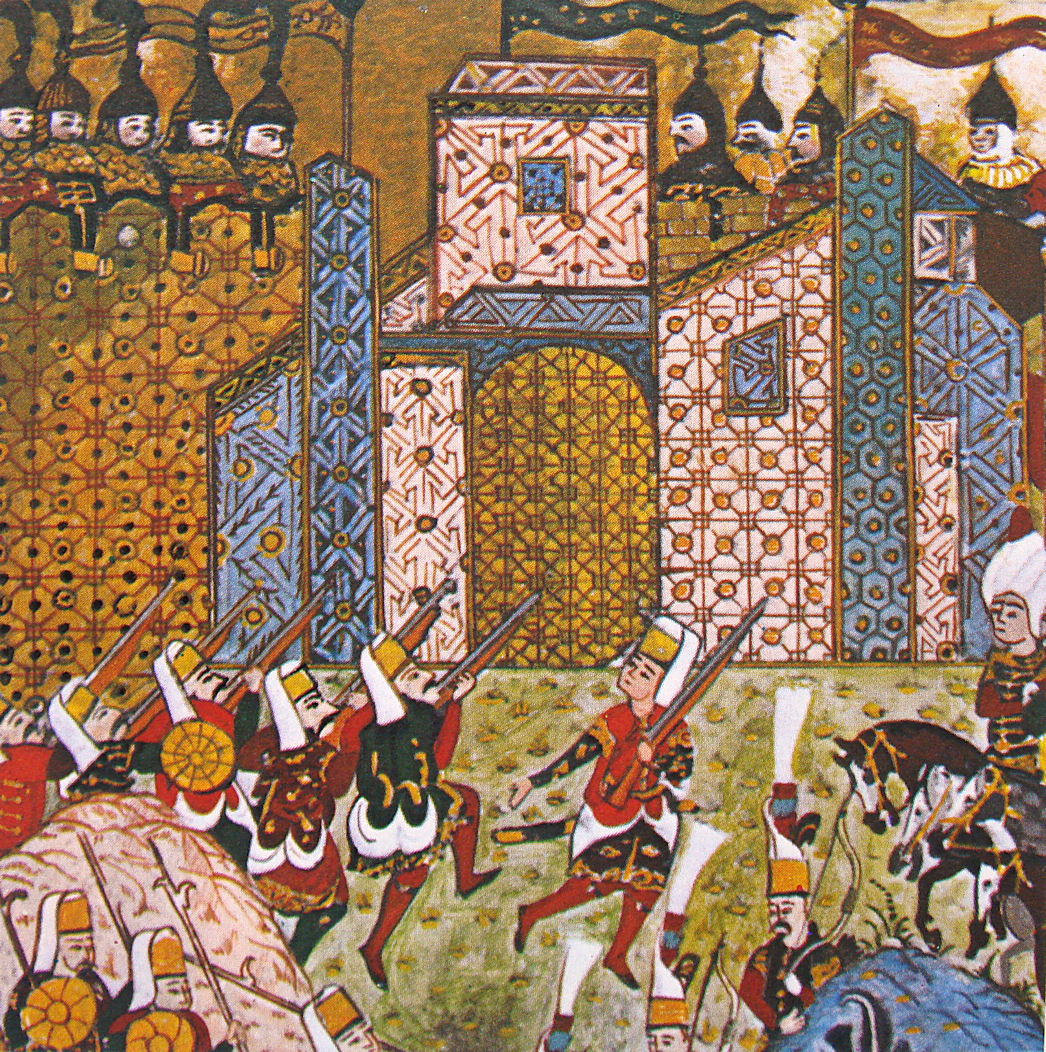
Belagerung von Rhodos

Das Osmanische Reich beginnt unter dem Befehl von Çoban Mustafa Pasha am 26. Juni mit der Belagerung von Rhodos. Die Insel wird von den Johannitern verteidigt, die seit dem Jahr 1306 im Besitz der Insel sind. Die osmanische Flotte besteht aus fast 300 Schiffen, das Invasionsheer ist möglicherweise bis zu 160.000 Mann stark und umfasst eine Elite-Truppe von etwa 10.000 Janitscharen. Die osmanischen Kriegsschiffe beginnen die Belagerung mit der Blockade des Hafens von Rhodos.

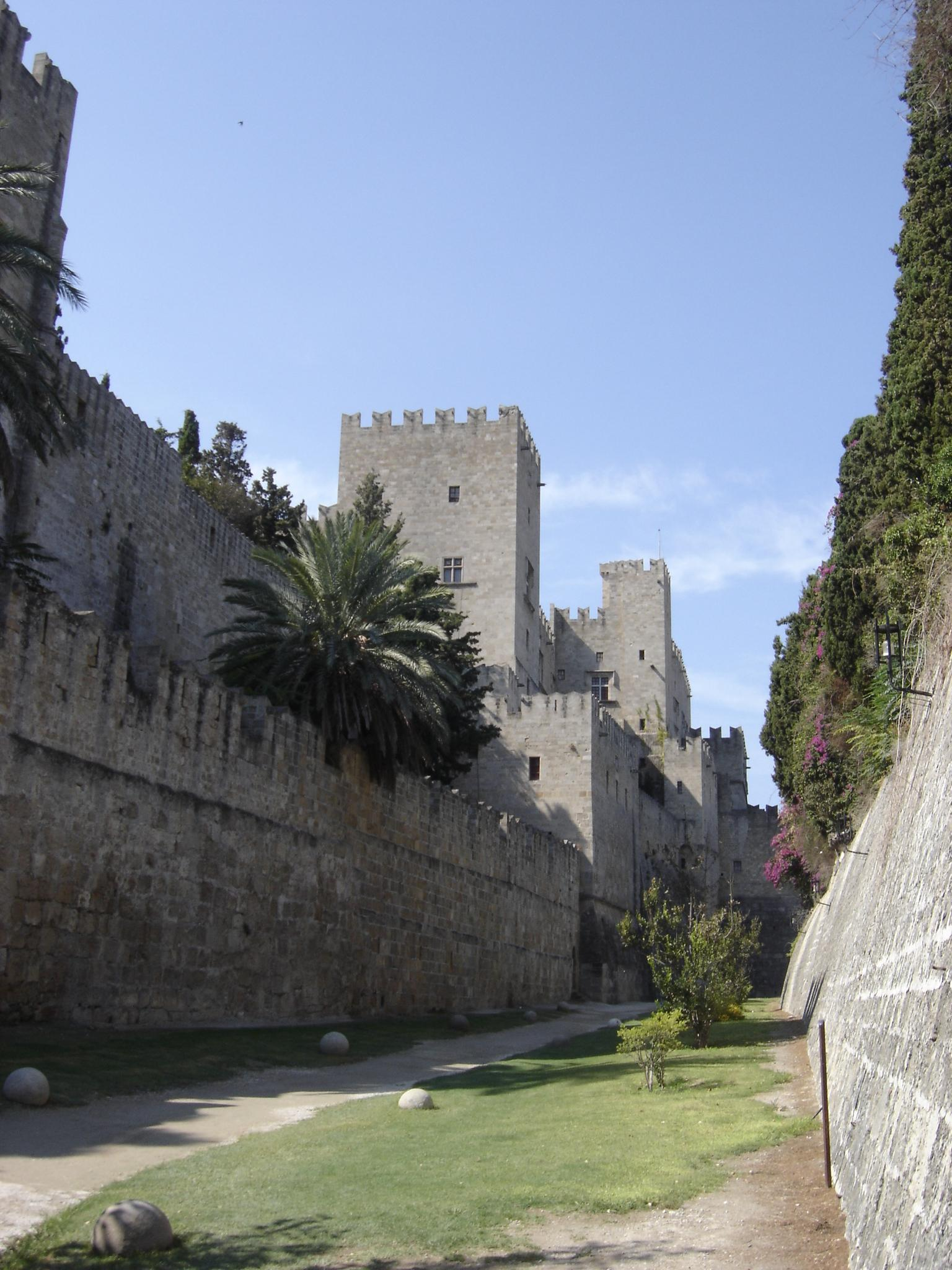
Teil der Befestigungsanlage rund um die Stadt Rhodos

Die Johanniter haben die Befestigungsanlagen der Stadt Rhodos nach der Belagerung von 1480 und einem Erdbeben im Jahre 1481 stark ausbauen und erweitern lassen. Ein doppelter, teilweise sogar dreifacher Ring aus massiven Mauern sowie mehrere besonders große Rondelle schützen die Stadt. Die Hafeneinfahrt wird durch eine große Kette versperrt, hinter der in sicherer Entfernung die Flotte der Johanniter postiert ist. Die Johanniter unterteilen die Mauern der Stadt in mehrere Abschnitte, für deren Verteidigung die jeweiligen „Zungen“ des Ordens verantwortlich sind. Insgesamt umfasst die Garnison der Stadt mit ihren 180 Ordensrittern und deren Gefolge, Söldnern und Einheimischen eine Stärke von wenigen Tausend Mann. Befehligt werden die Streitkräfte des Ordens von Großmeister Philippe de Villiers de l’Isle-Adam.
Am 28. Juni trifft Sultan Süleyman I. vor Rhodos ein, um persönlich das Kommando über seine Truppen zu übernehmen. Die folgende heftige Kanonade fügt den massiven Mauern der Stadt allerdings nur sehr langsam Schäden zu. Wochenlang werden mehrere Sturmangriffe von den Belagerten abgewiesen, wobei die Belagerer schwere Verluste hinnehmen müssen.
Am 24. September erfolgt der bis dahin mit Abstand größte Sturmangriff, mit dem den osmanischen Truppen beinahe das Eindringen in die Stadt gelingt. Die Johanniter schlagen den Angriff jedoch zurück, wobei mehrere Tausend anatolische Soldaten und Janitscharen ihr Leben lassen. In den folgenden Wochen setzt das osmanische Heer den Beschuss fort und führt weitere Sturmangriffe durch, ohne dabei Erfolge zu erzielen.
Am 27. Oktober stellen die Johanniter fest, dass der Großkanzler des Ordens, André do Amaral, einen seiner Diener damit beauftragt hat, insgeheim Botschaften in das osmanische Lager zu feuern. Beide Männer werden deshalb des Hochverrats bezichtigt und hingerichtet. Für den 11. bis 13. Dezember wird ein Waffenstillstand vereinbart, um so Verhandlungen zu ermöglichen. Die von den Osmanen geforderte Kapitulation der Stadt wird jedoch abgelehnt, so dass die Kämpfe wieder aufflammen.

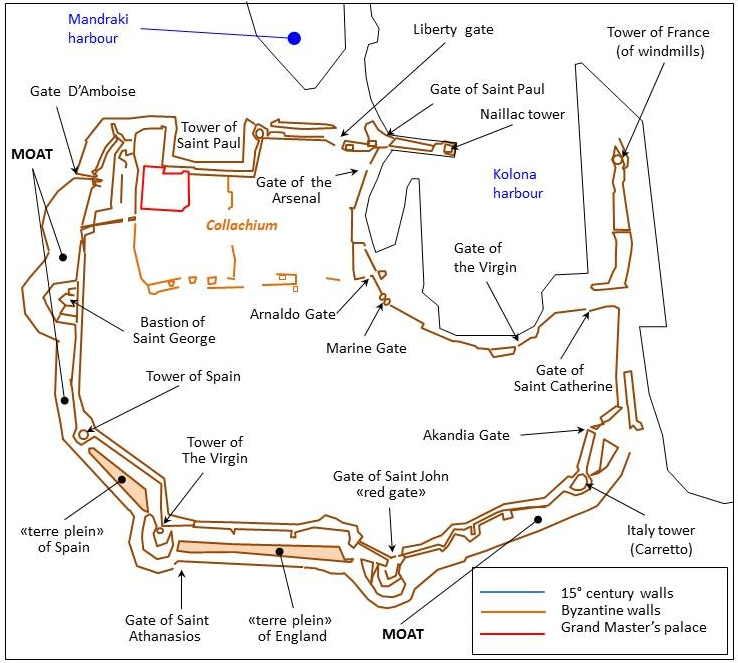
Skizze der Festungsanlage (englisch) mit dem Turm von Spanien links unten

Den Osmanen gelingt am 17. Dezember die Eroberung des „Turms von Spanien“, was die Verteidigung der Stadt praktisch unmöglich macht. Die Johanniter kapitulieren daraufhin am 22. Dezember unter der Bedingung, dass ihnen freier Abzug gewährt wird. Am 1. Januar 1523 verlassen sie und mit ihnen mehrere Tausend Einheimische die Insel.
Die Eroberung von Rhodos ist für das Osmanische Reich ein wichtiger Schritt auf dem Weg zur vollständigen Herrschaft über das östliche Mittelmeer. Die Johanniter lassen sich nach ihrer Vertreibung von Rhodos zunächst auf Kreta nieder.

#### Ritterkrieg in Süddeutschland

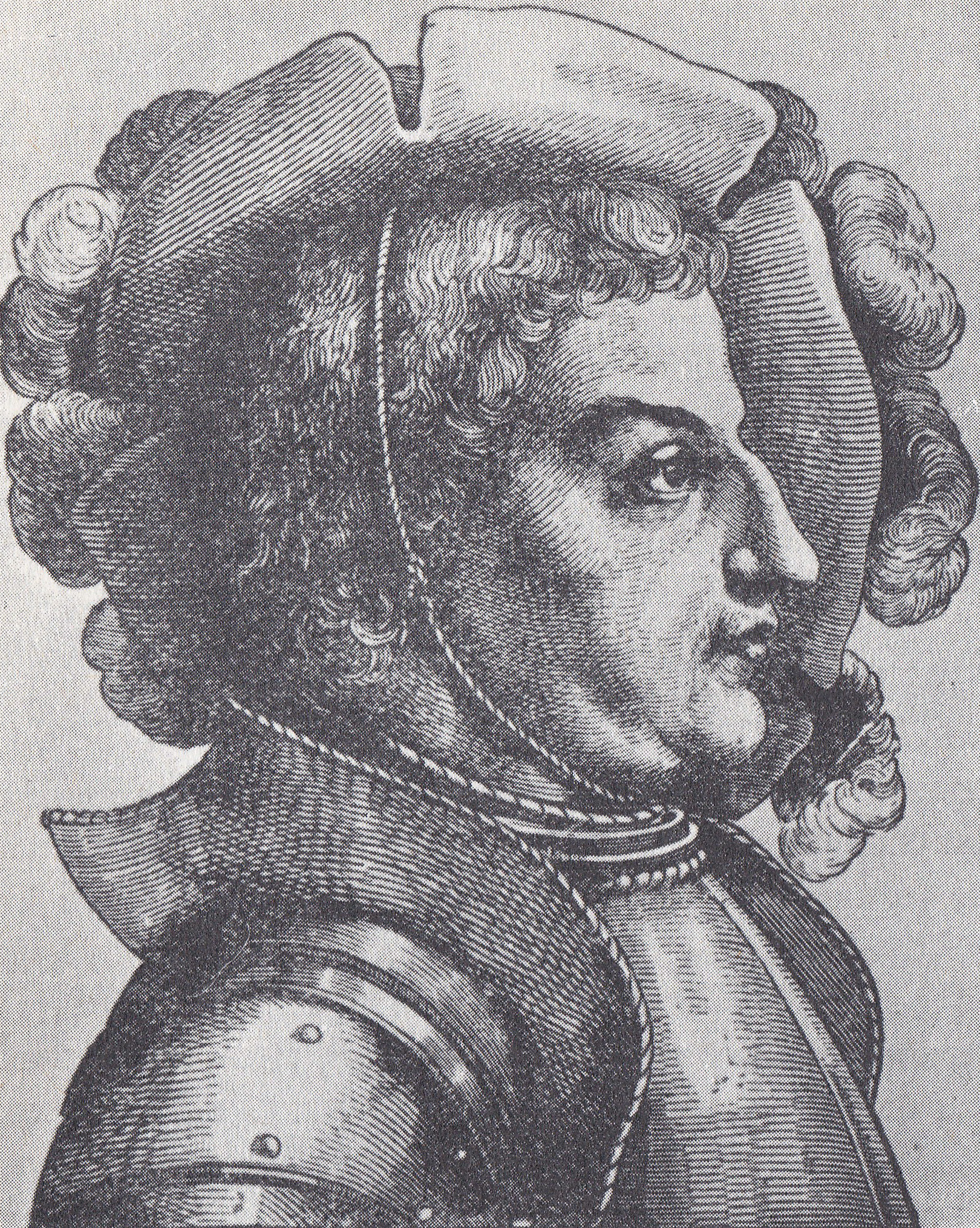
Anführer der Ritterschaft: Franz von Sickingen

Im August wählt eine Versammlung von 600 oberrheinischen und fränkischen Rittern, die am Ende des Mittelalters mit wirtschaftlichen Problemen und sozialem Abstieg zu kämpfen haben, in Landau den berühmten Ritter und Söldnerführer Franz von Sickingen zu ihrem Bundeshauptmann. Diese „brüderliche Vereinigung“ ist zwar von der frühreformatorischen Bewegung beeinflusst, steht aber in der Tradition älterer Rittergesellschaften. Sie setzt zunächst wiederum auf friedlichen Protest und die Wirkung ihrer Machtdemonstration.
Angeheizt von der aggressiven Polemik Ulrichs von Hutten, der zum Pfaffenkrieg gegen Fürsten und Klerus aufruft, greift von Sickingen aber letztlich zu den Waffen und beginnt den Ritterkrieg. Allerdings überschätzt er offenbar die Solidarität des Ritteradels; zwar zieht er durch sein wagemutiges Auftreten und die territoriale Machtbasis, auf die er sich stützen kann, zahlreiche Ritter an sich, eine reichsweite Erhebung bleibt indessen aus. Die meisten Adelsfamilien verhalten sich abwartend und machen ihre spätere Teilnahme vom vorherigen Erfolg des Unternehmens abhängig.
Rasch bildet sich gegen Sickingens Aufstand eine Fürstenkoalition, bestehend aus dem Trierer Erzbischof und Kurfürsten Richard von Greiffenklau zu Vollrads, Pfalzgraf Ludwig V. und Landgraf Philipp I. von Hessen. Im September muss die Belagerung von Trier durch die Aufständischen abgebrochen werden, Sickingen muss sich auf seine Burg Nanstein bei Landstuhl zurückziehen.

#### Weitere Ereignisse im Reich
- August: Beim Wiener Neustädter Blutgericht werden führende Mitglieder der Ständeopposition, der Wiener Bürgermeister Martin Siebenbürger, die Adeligen Michael von Eytzing und Hans von Puchheim, wie auch die Ratsherren Hans Rinner, Stefan Schlagindweit, Friedrich Pietsch, Martin Flaschner und Hans Schwarz, nach einer Anklage durch Markus Beck von Erzherzog Ferdinand I. hingerichtet. Wien und Wiener Neustadt unterstehen jetzt direkt kaiserlicher Kontrolle. Das Vermögen der Hingerichteten wird konfisziert.
- Die Burg Peine wird während der Hildesheimer Stiftsfehde neuerlich vergeblich belagert. Das Hochstift Hildesheim wird durch Kaiser Karl V. mit der Reichsacht belegt.

#### Schwedischer Befreiungskrieg
Im Schwedischen Befreiungskrieg verbündet sich die Hansestadt Lübeck, geführt von ihren Bürgermeistern Nikolaus Brömse und Hermann Plönnies, mit der schwedischen Seite unter Gustav Wasa gegen Dänemark unter König Christian II., gegen den die Hanse bereits im Dänisch-Hanseatischen Krieg 1509–1512 gekämpft hat. Bürgermeister Plönnies übernimmt gemeinsam mit Ratsherr Berend Bomhover den Oberbefehl über die Lübecker Flotte.

#### West- und Südeuropa
Der Comuneros-Aufstand in Spanien wird im Februar endgültig niedergeschlagen. María Pacheco, die Witwe des im Vorjahr hingerichteten Rebellenführers Juan de Padilla, flieht nach dem Fall von Toledo nach Portugal. Karl I. ist damit unumstrittener Herrscher Spaniens, er wird vom spanischen Adel unterstützt und macht Spanien zum festen Bestandteil des Habsburgerreiches. Größere Volks- oder Adelsaufstände gibt es im spanischen Mutterland unter seiner Herrschaft nicht mehr.

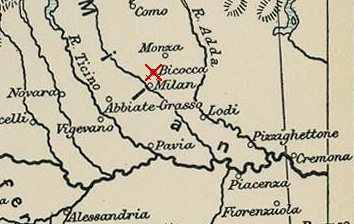
Schlacht bei Bicocca

- 27. April: In der Schlacht bei Bicocca besiegen in Norditalien die Truppen Kaiser Karls V. unter dem Befehl von Prospero Colonna das vom französischen König Franz I. entsandte Heer unter dem Befehl von Odet de Foix, das von eidgenössischen Söldnern wie Albrecht vom Stein und Feldschreiber Niklaus Manuel verstärkt wird. Arkebusen und Artillerie der kleineren spanisch-habsburgischen Streitmacht sind entscheidend im Waffengang. Das Herzogtum Mailand gerät nach der Schlacht in den kaiserlichen Machtbereich.
- 19. Juni: Im Vertrag von Windsor vereinbaren der englische König Heinrich VIII. und Kaiser Karl V. einen gemeinsamen Angriffsplan gegen Frankreich. Infolge des Vertrags greifen die Engländer im Juli von Calais aus die Bretagne und die Picardie an. König Franz I. von Frankreich kann aus Geldmangel keine großen Söldnerheere aufstellen, um Widerstand zu leisten, und die englische Armee brandschatzt und plündert in diesen Regionen.

#### Osteuropa
- 14. September: Nach kurzer Verhandlungsdauer wird ein Waffenstillstandsvertrag zwischen dem Großfürstentum Litauen und dem Großfürstentum Moskau in Moskau unterzeichnet (zunächst auf fünf Jahre, später bis 1533 verlängert). Smolensk wird als derzeitiger Besitz Moskaus im Vertragstext ausdrücklich erwähnt. (vgl. Russisch-Litauische Kriege)

#### Elcanos Weltumsegelung

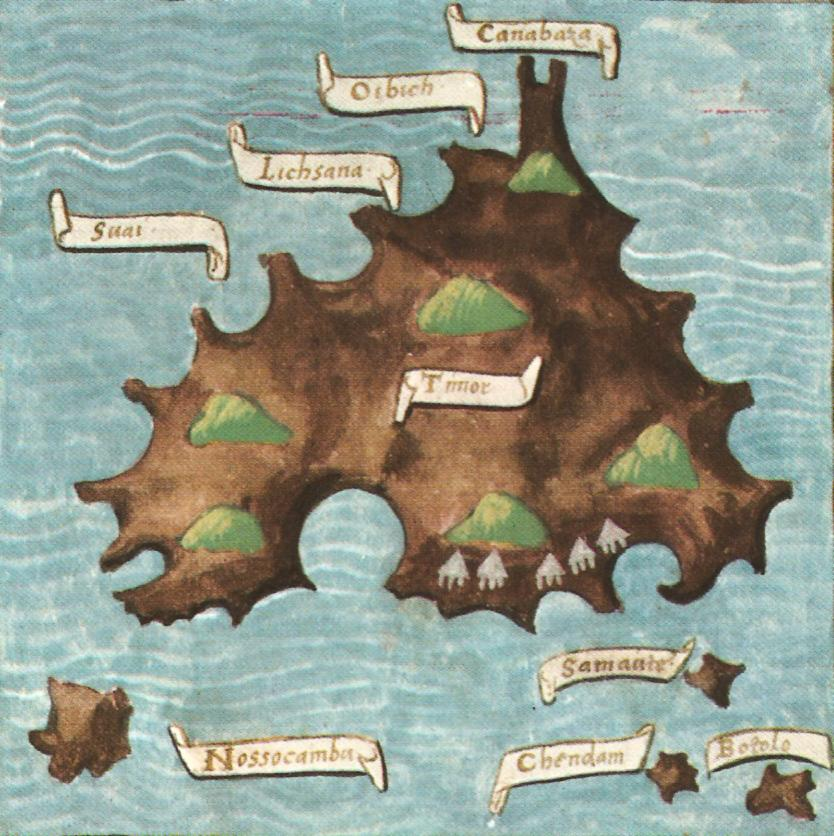
Karte Timors des Expeditionsmitglieds Antonio Pigafetta

- 11. Februar: Die Victoria, eines der beiden letzten verbliebenen Schiffe der Weltumsegelung des im Vorjahr ums Leben gekommenen Ferdinand Magellan, sticht unter dem Befehl von Juan Sebastián Elcano von Timor aus in See und macht sich an die Überquerung des Indischen Ozeans. Die Heimreise ist von schwierigen Wetterbedingungen gekennzeichnet.
- 18. März: Die Expedition des Juan Sebastián Elcano entdeckt die Amsterdam-Insel.
- 4. April: Das zweite Schiff Trinidad, das wegen notwendiger Reparaturarbeiten letztes Jahr auf der Molukkeninsel Tidore zurückgeblieben ist, versucht über den Pazifik die Heimreise anzutreten, doch ein zwölf Tage deuernder Sturm zwingt die Besatzung zur Rückkehr.
- 19. Mai: Das Kap der Guten Hoffnung wird umsegelt.
- 9. Juli: Die Victoria erreicht die Kapverdischen Inseln. Die Portugiesen versuchen, die Heimkehr des Schiffes zu verhindern und nehmen 13 spanische Besatzungsmitglieder gefangen. Wegen des schlechten Zustands des Schiffes verzichtet Elcano auf eine Befreiungsaktion und segelt Richtung Heimat.
- 7. September: Mit der Ankunft im Ausgangshafen Sanlúcar de Barrameda vollendet die Expedition von Juan Sebastián Elcano die erste Weltumsegelung. Von den ursprünglich 237 Besatzungsmitgliedern kehren nur 18 wieder zurück. Trotz sorgfältiger Buchführung fehlt der Mannschaft außerdem ein Tag im Kalender. Erst viel später wird die Notwendigkeit einer Datumsgrenze erkannt.
- Ende Oktober/Anfang November: Die letzten 18 Überlebenden der Trinidad ergeben sich den Portugiesen auf Ternate, einer Nachbarinsel von Tidore. Sie werden für mehrere Jahre ins Gefängnis geworfen.

#### Amerika
Nachdem ihm der Gouverneur von Panama, Pedro Arias Dávila, trotz königlicher Erlaubnis keine Schiffe zur Verfügung gestellt hat, bricht Gil González Dávila am 26. Januar auf eigene Rechnung von Panama aus zu einer Expedition ins heutige Nicaragua und Honduras auf. Schon nach wenigen Tagen beginnen seine vier Schiffe zu lecken und müssen verlassen werden. Dávila beschließt zu Fuß weiter zu marschieren, während sich sein Steuermann Andrés Niño um die Reparatur der Schiffe kümmert, mit denen er dann weiter nach Nordwesten segelt. Man trifft sich wieder, doch setzen beide ihren Weg getrennt, aber in Sichtweite fort.

#### Asien
Portugiesen landen in Sunda Kelapa, dem Haupthafen des Hindukönigreichs Pajajaran in der Nähe des heutigen Jakarta. Sie errichten dort mit Zustimmung des Herrschers ein Fort zum Schutz des Hafens für den Gewürzhandel.

### Wirtschaft

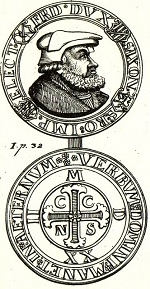
Schautaler Friedrichs des Weisen

Kurfürst Friedrich der Weise von Sachsen lässt den Schautaler Friedrichs des Weisen prägen. Dieser zeigt auf der Vorderseite das Porträt des sächsischen Kurfürsten mit Barett und auf der Rückseite ein Blumenkreuz, in dessen Winkeln die Anfangsbuchstaben der Worte seines Wahlspruchs stehen. Den Prägestempel der Vorderseite schneidet Hans Krafft der Ältere in Nürnberg nach einem Gemälde von Lucas Cranach dem Älteren.

### Wissenschaft und Technik

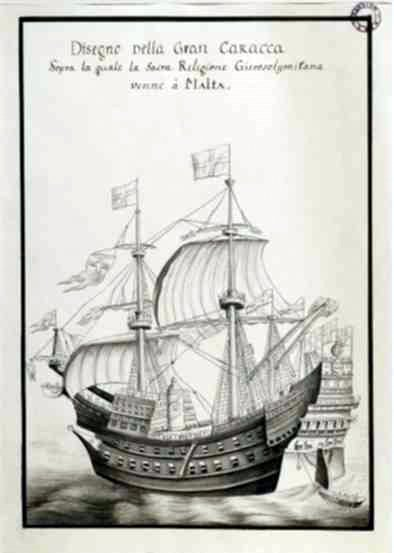
Santa Anna

In Nizza läuft am 21. Dezember die Karacke Santa Anna vom Stapel, eines der größten und modernsten Schiffe seiner Zeit. Ihre Besonderheit ist ihr teilweise mit Bleiplatten beschlagener Rumpf, den einige Autoren als eine frühe Form der Schiffpanzerung betrachten, während andere die Verringerung der Wasserdurchlässigkeit als Hauptzweck ansehen. Die Bewaffnung der Santa Anna ist für 500 Soldaten ausgelegt. Im Schiff ist eine Schmiede untergebracht, in der mehrere Waffenschmiede auch auf hoher See ihrer Arbeit nachgehen können. Das Schiff hat sogar eine eigene Windmühle und Backöfen an Bord, mit denen die Besatzung mit frischem Brot versorgt wird. Darüber hinaus besitzt die Santa Anna einen Garten mit Pflanzen, die in Blumenkästen entlang der Heckgalerie aufgehängt sind.

### Kultur

#### Architektur

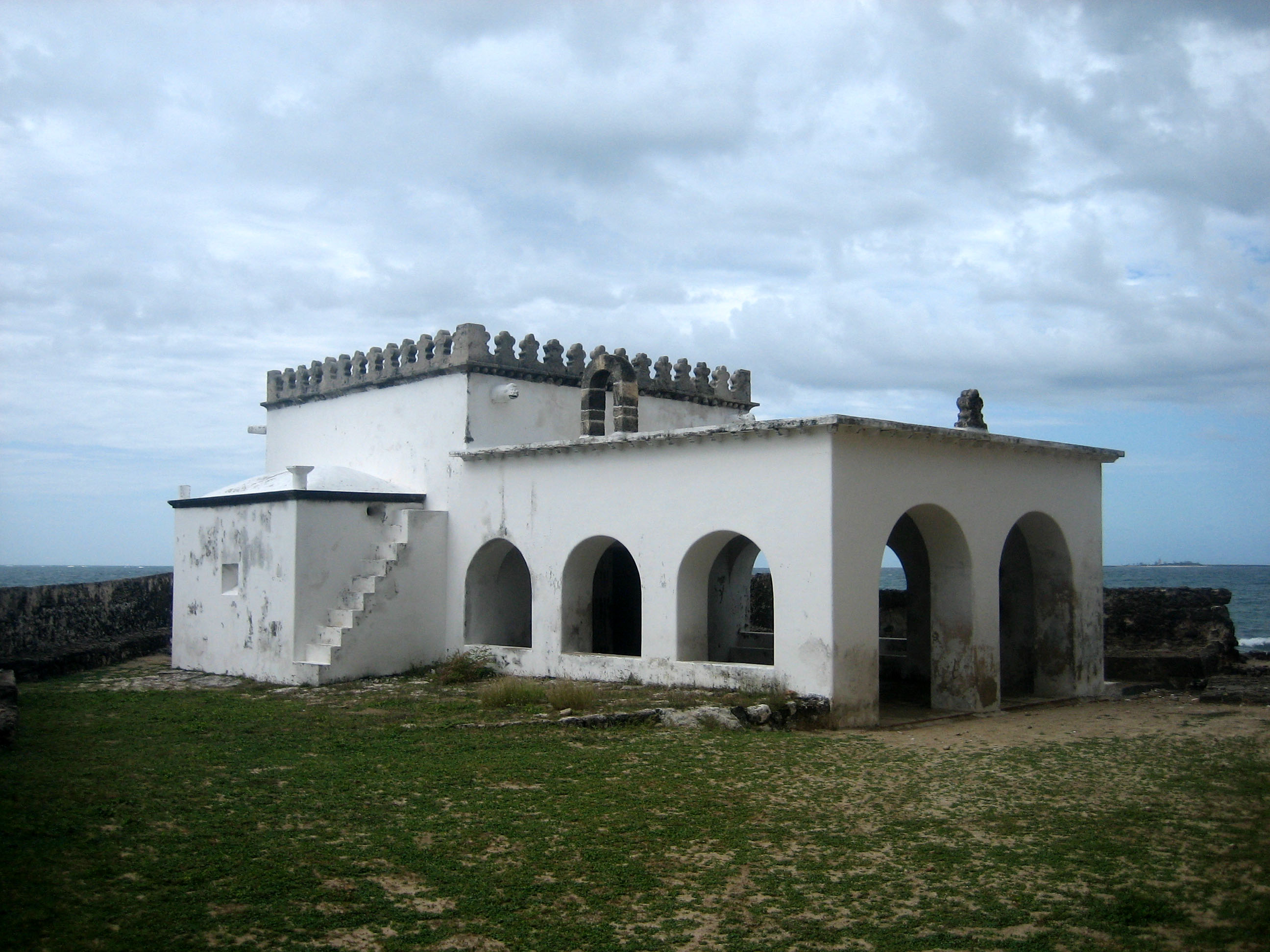
Capela de Nossa Senhora do Baluarte

Portugiesische Seefahrer erbauen auf der Ilha de Moçambique die Capela de Nossa Senhora do Baluarte, das älteste koloniale Bauwerk an der Küste des Indischen Ozeans und das einzige erhaltene Bauwerk im Manuelinischen Stil im heutigen Mosambik.

### Gesellschaft
Das Friedrichgymnasium in Altenburg wird als städtische Lateinschule gegründet.

### Religion

Wappen des Kardinalkämmerers während der Sedisvakanz

- 9. Januar: Der Deutsche Adrian von Utrecht wird auf dem Konklave 1521–1522 als Nachfolger des im Vorjahr verstorbenen Leo X. zum Papst gewählt. Er nimmt den Namen Hadrian VI. an.
- 9. März: Der Bruch des Fastengebots mit einem Wurstessen am ersten Sonntag des Fastenmonats im Haus des Druckers Christoph Froschauer in Zürich gilt als „Urdatum“ für die Reformierte Kirche. Ulrich Zwingli verteidigt die Aktion mit dem Argument, dass Fasten kein göttliches Gesetz sei. Bereits am Aschermittwoch, dem 5. März, ist ein Bruch des Fastengebots als Ordnungswidrigkeit in Zürich aktenkundig geworden.

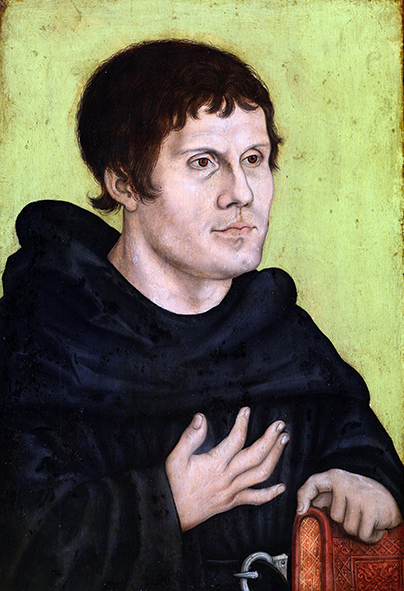
Lucas Cranach der Ältere (Werkstatt), 1522–24: Martin Luther in der Kleidung eines Augustiner-Eremiten

- 9. bis 16. März: Martin Luther hält an der Wittenberger Stadtkirche an acht Tagen in Folge die sogenannten Invokavitpredigten und nimmt zu den Reformen Stellung, die die Wittenberger durchgeführt haben.
- September: Auf der Leipziger Buchmesse veröffentlicht Luther das Septembertestament, eine Übersetzung des Neuen Testaments.

### Katastrophen
- 22. September: Beim Erdbeben von Almería im Süden Spaniens kommen rund 2.500 Menschen ums Leben. Almería wird völlig zerstört. Katastrophenberichte aus dem 16. Jahrhundert und die Untersuchung von Sedimentstrukturen aus Bohrkernen weisen auf Tsunami-Ereignisse in Folge des Erdbebens im westlichen Mittelmeer und auf Madeira hin.
- 21./22. Oktober: Die Stadt Vila Franca do Campo auf São Miguel wird von einem durch ein Erdbeben verursachten Erdrutsch zerstört. Die gesamte Bevölkerung von etwa 5.000 Menschen kommt dabei ums Leben. Danach wird die Hauptstadt der Azoreninsel nach Ponta Delgada verlegt.

## Geboren

### Geburtsdatum gesichert
- 23. Januar: Georg Kleefeld, Bürgermeister von Danzig († 1576)
- 02. Februar: Lodovico Ferrari, italienischer Mathematiker († 1565)
- 22. Februar: Lampert Distelmeyer, kurfürstlicher Kanzler der Mark Brandenburg († 1588)
- 02. März: Heinrich Salmuth, deutscher lutherischer Theologe und Reformator († 1576)
- 28. März: Albrecht Alcibiades, Markgraf von Brandenburg-Kulmbach († 1557)
- 19. April: Joachim von Beust, deutscher Jurist († 1597)
- 23. April: Caterina de’ Ricci, Florentiner Dominikanerin und Mystikerin, katholische Heilige († 1590)
- 22. Mai: John Jewel, Bischof von Salisbury († 1571)
- 05. Juli: Margarethe von Parma, uneheliche Tochter Kaiser Karls V., Herzogin von Florenz, Herzogin von Parma und Piacenza, Statthalterin der habsburgischen Niederlande († 1586)
- 13. Juli: Sophia Jagiellonica, polnische Prinzessin, Herzogin von Braunschweig-Wolfenbüttel († 1575)
- 31. Juli: Charles II. de Croÿ, Herzog von Aarschot und Fürst von Chimay († 1551)
- 11. September: Ulisse Aldrovandi, italienischer Arzt und Naturforscher († 1605)
- 14. Oktober: Lucas Maius, deutscher evangelischer Theologe und Dramatiker († 1598)
- 18. Oktober: Michael Beuther, deutscher Historiker, Dichter, Jurist und Beamter († 1587)
- 04. November: Albert de Gondi, Herzog von Retz und französischer  Heerführer († 1602)
- 09. November: Martin Chemnitz, deutscher lutherischer Theologe († 1586)
- 18. November: Lamoral Graf von Egmond, niederländischer adliger Freiheitskämpfer († 1568)
- 27. November: Andrzej Patrycy Nidecki, polnischer Humanist, Philologe, Verleger, königlicher Sekretär und Bischof († 1587)

### Genaues Geburtsdatum unbekannt
- Anna Walburga von Neuenahr, regierende Gräfin von Moers († 1600)
- Augerius Gislenius Busbequius, deutscher Humanist und Diplomat († 1592)
- Moses Cordovero, spanischer jüdischer Mystiker und Hebrist († 1570)
- Eleonora von Toledo, Herzogin von Florenz († 1562)
- Georg Gadner, württembergischer Kartograph, Chronist und Geograph († 1605)
- Anneken Hendriks, friesische Märtyrerin der Täuferbewegung († 1571)
- Margarethe von der Saale, Landgräfin von Hessen († 1566)
- Philothea von Athen, orthodoxe Heilige und Stadtpatronin von Athen († 1589)
- Hermann Wilken, deutscher Humanist und Mathematiker († 1603)

### Geboren um 1522
- Jean de Bonmarché, franko-flämischer Komponist und Kapellmeister († 1570)
- Benedictus Aretius, schweizerischer Theologe, Botaniker, Pädagoge, Geograph und Reformator († 1574)
- Jacobus Tabernaemontanus, deutscher Mediziner und Botaniker († 1590)
- vor 1522: Pietro Perna, italienischer Buchdrucker und Verleger († 1582)

## Gestorben

### Erstes Halbjahr

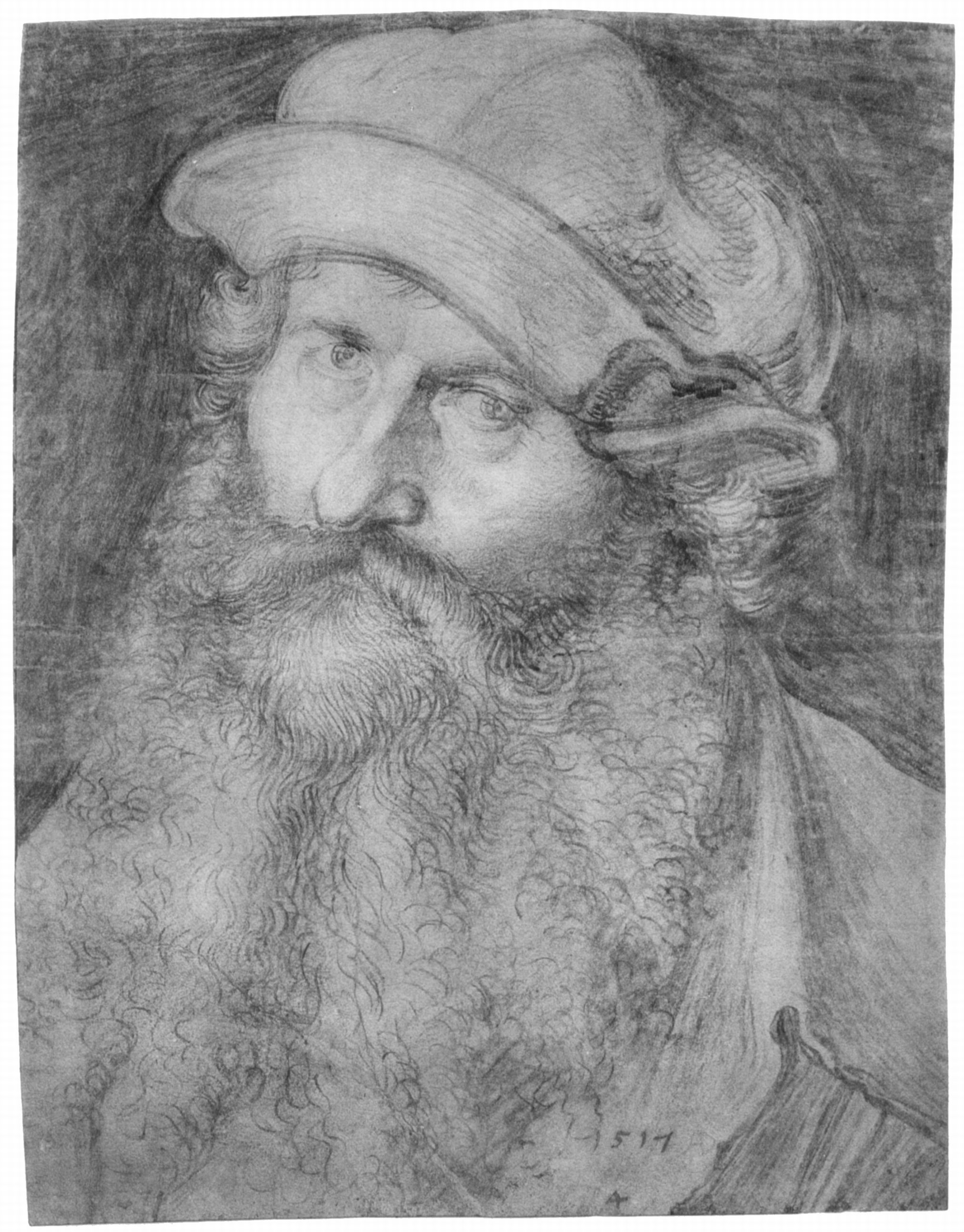
Johannes Stabius, Porträt von Albrecht Dürer

- 01. Januar: Johannes Stabius, österreichischer Humanist, Naturwissenschafter und Historiograph (* vor 1468)
- 25. Januar: Raffaello Maffei, italienischer Humanist, Schriftsteller, Historiker und Theologe (* 1451)
- 25. Januar: Wolfgang VI. von Dalberg, deutscher Ritter, kurpfälzischer Amtmann und Burgmann in Oppenheim (* 1473)
- 28. Januar: Jakob Heller, Frankfurter Patrizier, Ratsherr und Mäzen, Älterer Bürgermeister der Freien Reichsstadt Frankfurt (* um 1460)
- 29. Januar: Wolfgang I., Graf von Oettingen (* 1455)
- 23. Mai: Ashikaga Yoshitane, japanischer Shōgun (* 1465)
- 31. Mai: Georg III. Schenk von Limpurg, Fürstbischof von Bamberg
- 000Mai: Johannes Werner, Nürnberger Pfarrer, Mathematiker, Astronom, Astrologe, Geograph und Kartograph (* 1468)
- 24. Juni: Elisabeth von der Pfalz, Landgräfin von Hessen-Marburg und Markgräfin von Baden (* 1483)
- 30. Juni: Johannes Reuchlin, deutscher Philosoph und Humanist (* 1455)

### Zweites Halbjahr
- 02. Juli: Antonio de Nebrija, kastilischer Humanist und Philologe (* 1441)

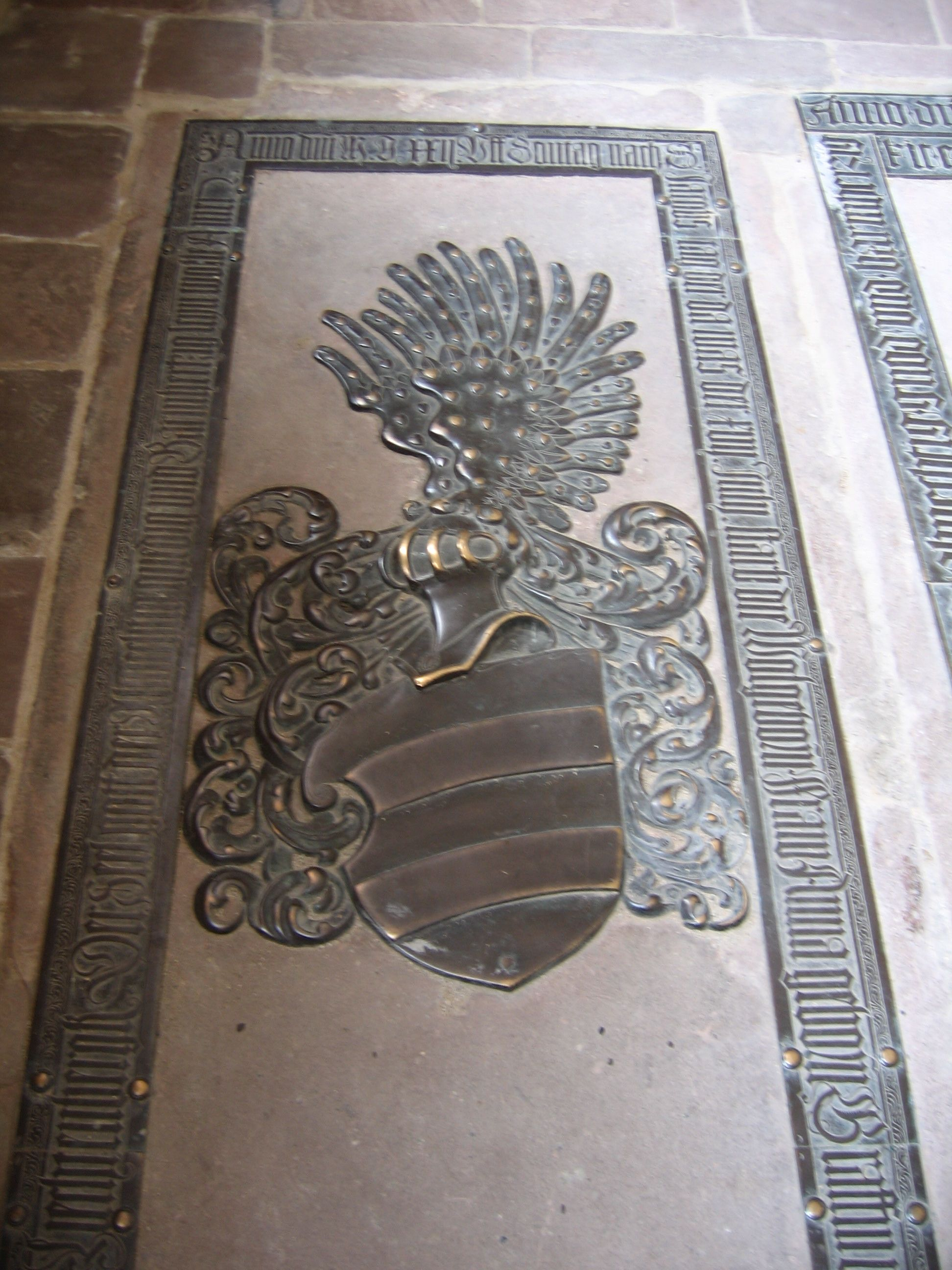
Grabplatte Annas von Isenburg in der Stadtkirche Babenhausen

- 27. Juli: Anna von Isenburg-Büdingen, Gräfin von Hanau-Lichtenberg (* 1460)
- 24. August: Gaspard I. de Coligny, seigneur de Châtillon, französischer Adeliger und Marschall von Frankreich, Gouverneur der Champagne sowie der Picardie (* 1465 oder 1470)
- 27. August: Giovanni Antonio Amadeo, italienischer Bildhauer und Baumeister (* 1447)
- 01. Oktober: Matthäus Schiner, Bischof von Sitten und Mitverfasser des Wormser Edikts (* um 1465)
- 29. Oktober: Hieronymus Schulz, Bischof von Brandenburg und Havelberg (* um 1460)
- 30. Oktober: Jean Mouton, französischer Komponist und Sänger (* 1459)
- 14. November: Anne de Beaujeu, Herzogin von Bourbon und Regentin von Frankreich (* 1461)
- 11. Dezember: Raffaele Petrucci, Kardinal der Römischen Kirche und Gouverneur von Siena (* 1472)

### Genaues Todesdatum unbekannt
- Alain d’Albret: 16. Herr von Albret, Vizegraf von Tartas, Graf von Graves und Graf von Castres (* 1440)
- Leonhard Wagner, deutscher Kalligraph, Mönch des Benediktinerordens (* 1453)